# Langues au Liban
Au Liban, l’arabe est la langue officielle et son dialecte local appartient à un groupe de dialectes appelé « levantin » (ou « syro-libanais » ou « syro-palestinien »). Relativement proche de l'arabe standard moderne, il en diffère cependant par certains points, ayant reçu des influences diverses dont des différents dialectes arabes orientaux, du turc et du syriaque (araméen) mais aussi du français.
Les billets de banque libanais sont écrits en arabe sur une face et en français sur l'autre.

## Histoire
Le français commença à être enseigné dans les écoles par les missionnaires chrétiens au XVIIIe siècle, ainsi que de 1920 à 1946 lors du mandat français sur le Liban, la langue française devient alors courante.
Le français a été déclaré langue officielle au même titre que l'arabe par l'article 11 de la Constitution du Liban de 1926, avant de perdre ce statut à la suite de la modification de cet article par loi constitutionnelle du 9 septembre 1943 qui conditionne l'emploi de la langue française : « L'arabe est la langue nationale officielle. Une loi déterminera les cas où il sera fait usage de la langue française »,.
Les influences régionales et les différentes occupations au cours des siècles pourraient expliquer pourquoi tant de langues différentes sont parlées au Liban. De plus, en raison de l’importante communauté libanaise expatriée et de la place du Liban dans le monde des affaires, la maîtrise de langues étrangères autres que l’arabe a toujours été de première importance. C'est pourquoi beaucoup de Libanais parlent couramment le français et/ou l’anglais.
Jusqu’à la guerre civile, il était fréquent dans les communautés chrétiennes de privilégier le français en même temps que l'arabe. L’explication la plus probable tient du fait que les chrétiens fréquentaient généralement les écoles et institutions d’enseignement supérieur françaises[pertinence contestée]. Les communautés chrétiennes sont[réf. nécessaire] donc majoritairement francophones. Les dernières décennies ont vu par ailleurs un développement significatif de l’anglais.

## Enseignement
Les principales langues d’enseignement au primaire sont le français (68 %) et l’anglais (32 %), tandis qu’au secondaire, les pourcentages sont inversés. Dans le cycle supérieur, le français occupe 55 % de l’enseignement ; l’anglais et l’arabe se partagent le reste.
Première langue « étrangère » en usage au Liban, le français est à la fois langue de culture, d'enseignement et de communication. 45 % de la population libanaise est entièrement ou partiellement francophone et 55 % des Libanais ignorent totalement cette langue. Le Liban compte 30 % d’anglophones. À la suite d'accords linguistiques successifs entre la France et le ministère de l'Éducation, deux tiers des élèves de l'enseignement primaire sont scolarisés dans des établissements, publics ou privés, dont la langue d'enseignement des sciences et des mathématiques est le français. La connaissance et le niveau de français au Liban ne sont pas homogènes entre les différentes institutions scolaires, et la scolarisation dans des écoles bilingues ne garantit pas un bilinguisme à l'âge adulte. L’avenir de la langue française au Liban dépend du renforcement de nombreux facteurs, dont le niveau de formation des enseignants,, et l'emprise de l’audiovisuel en langue française[réf. nécessaire].

## Statistiques
En décembre 2014, l'encyclopédie Wikipédia en langue française est la 3e édition linguistique la plus consultée au Liban avec 12 % des pages vues, derrière celles en langue anglaise (58 %) et en langue arabe (27 %) (les autres langues réunissant seulement 3 %).
En mai 2014, la langue française est la 3e plus utilisée dans les posts sur Facebook avec 10 %, derrière la langue anglaise (78 %) et la langue arabe (32 %).
La répartition par langue des ventes de livres au Liban en 2012 est la suivante :
1. Arabe : 60 % ;
2. Français : 25 % ;
3. Anglais : 15 %.